# Rezerwat przyrody Kruczy Kamień

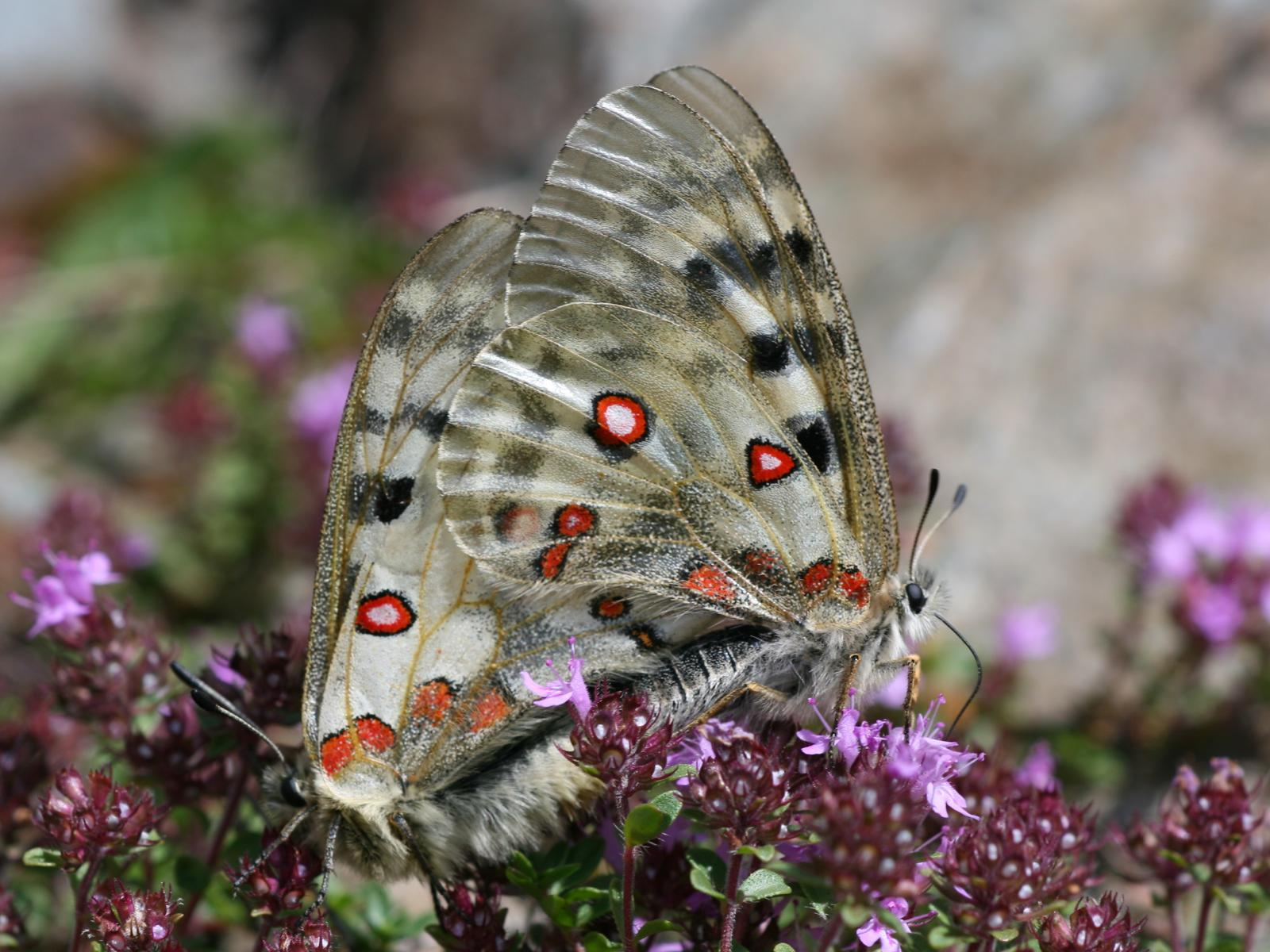
Niepylak apollo – motyl wprowadzony ponownie na teren rezerwatu przez entomologów

Rezerwat przyrody „Kruczy Kamień” – skalny rezerwat przyrody nieożywionej, w południowo-zachodniej Polsce w Górach Kamiennych, w Sudetach Środkowych, województwo dolnośląskie.

## Położenie
Rezerwat położony jest w południowo-środkowej części Gór Kruczych, w zachodniej części Gór Kamiennych, w powiecie kamiennogórskim, około 2,5 km na południe od centrum Lubawki.

## Charakterystyka
Rezerwat został utworzony w 1954 roku, Zarządzeniem Ministra Leśnictwa. Jest to rezerwat przyrody nieożywionej o powierzchni 12,61 ha (akt powołujący podawał 10,21 ha). Został utworzony w celu zachowania ze względów naukowych, dydaktycznych i społecznych w stanie niezmienionym wzniesienia skalnego przedstawiającego ciekawą formę intruzji trachitu (porfiru) w skały osadowe powodującej metamorfizm kontaktowy. Ochroną rezerwatową objęta jest partia szczytowa góry Krucza Skała z jej południowym zboczem opadającym bardzo stromo kilkudziesięciometrowym urwiskiem do Kruczej Doliny (doliny potoku Raby).
Znajdują się tu wysokie urwiska skalne dochodzące do 30 m. Najwyższy punkt rezerwatu stanowi Krucza Skała (681 m n.p.m.). Na obszarze rezerwatu występują, będące pod ochroną, rośliny: kruszyna pospolita (Frangula alnus Mill.), róża francuska (Rosa gallica L.), zanokcica ciemna (Asplenium adiantum nigrum L.), dziewięćsił bezłodygowy (Carlina acaulis L.), konwalia majowa (Convalaria majalis L.), naparstnica zwyczajna (Digitalis grandiflora Mill.), lilia złotogłów (Lilium martogon L.), paprotka zwyczajna (Polypodium vulgare L.), rojownik pospolity (Sempervivum soboliferum Sims.), podkolan biały (Platanthera bifolia L.). Rezerwat porasta bór mieszany górski, w którym dominuje świerk (ponad 50%). Poza tym występuje tu jodła pospolita, buk zwyczajny, brzoza brodawkowata, klon jawor, dąb bezszypułkowy, sosna zwyczajna, jarząb pospolity, wiąz górski i topola osika. Z krzewów rosną: kruszyna pospolita, leszczyna pospolita, irga zwyczajna, jałowiec pospolity, wiciokrzew czarny, róża dzika, róża francuska, róża alpejska, bez czarny oraz bez koralowy. Na terenie rezerwatu entomolodzy z Uniwersytetu Wrocławskiego w 1995 r., po prawie 100 latach nieobecności w Sudetach, ponownie wprowadzili motyla niepylaka apollo (Parnassius apollo L.).

## Turystyka
W sąsiedztwie rezerwatu przebiegają szlaki turystyczne:
- zielony – prowadzący z Lubawki do Krzeszowa przechodzi wzdłuż wschodniej granicy rezerwatu i przez szczyt Kruczej Skały.
- niebieski – prowadzący z Lubawki do Mieroszowa przechodzi wzdłuż zachodniej granicy rezerwatu.